# Amgen

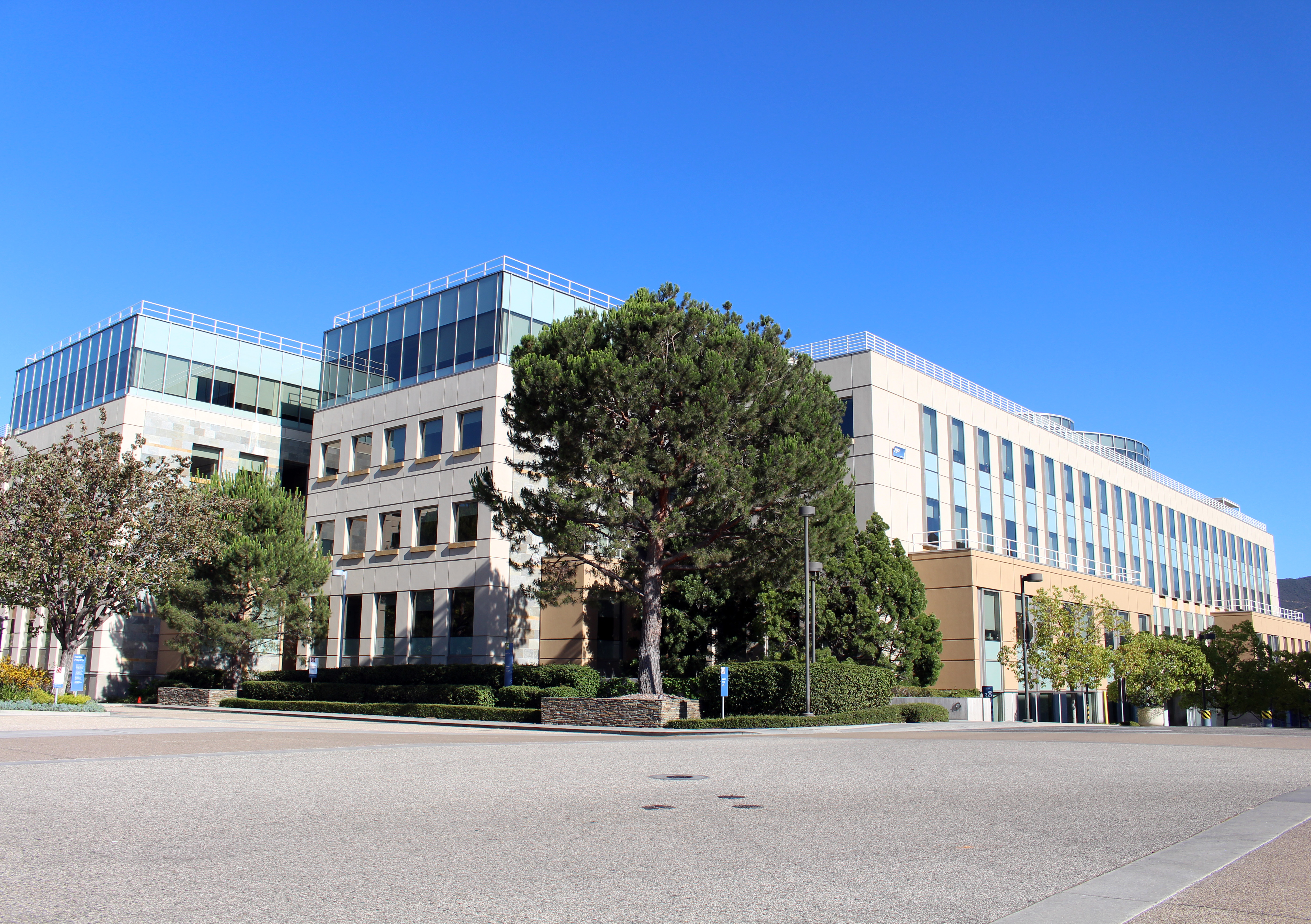
Siedziba firmy

Amgen Inc. – amerykańskie przedsiębiorstwo biofarmaceutyczne z siedzibą w Thousand Oaks w Kalifornii, założone w 1980 roku.
Centra dystrybucyjne Amgen znajdują się w Kentucky, Kalifornii i Holandii. Według stanu na koniec 2014 roku firma posiadała około 200 zakładów wytwórczych, badawczych, administracyjnych, dystrybucyjnych i innych. W tym samym roku firma wydała 4,3 mld dolarów na prace badawczo-rozwojowe, a jej główne ośrodki badawczo-rozwojowe (R&D) znajdują się w Stanach Zjednoczonych i Wielkiej Brytanii.
W Polsce firma działa poprzez dwie warszawskie spółki zależne: Amgen sp. z o.o. oraz Amgen Biotechnologia sp. z o.o.

## Patenty
W 2015 roku przedsiębiorstwo posiadało patenty na 10 leków:
- Neulasta (pegfilgrastym) – lek stosowany w neutropenii.
- Enbrel (etanercept) – stosowany przy zapaleniu stawów.
- Prolia/XGEVA (denosumab) – stosowany przy osteoporozie.
- EPOGEN (epoetyna alfa) – stosowany przy chorobach nerek.
- Aranesp (darbopoetyna alfa) – stosowany przy chorobach nerek.
- Sensipar/Mimpara (cynakalcet) – stosowany przy chorobach przytarczyc.
- Vectibix (penitumumab) – stosowany przy raku jelita grubego.
- Nplate (romiplostym) – stosowany w leczeniu plamicy małopłytkowej.
- Kyprolis (carfilzomib – lek stosowany w leczeniu szpiczaka mnogiego).
- BLINCYTO (blinatumomab) – lek stosowany w leczeniu białaczki limfoblastycznej.